# مارسيلو ميدينا
مارسيلو ميدينا (بالإسبانية: Marcelo Medina)‏ (11 فبراير 1980 بتشيلي - ) هو مدرب كرة قدم ولاعب كرة قدم تشيلي في مركز الدفاع. لعب مع نادي أوهيجينس ونادي كونسيبسيون ‏ وديبورتيفو نوبلينس ‏ ونادي كوكيمبو أونيدو وسان ماركوس دي أريكا ‏ ونادي كوبريسال.

## وصلات خارجية
- مارسيلو ميدينا على موقع قاعدة بيانات كرة القدم.إي يو (الإنجليزية)